# MIKAKOマガジン
『MIKAKOマガジン』は、エフエム北海道（AIR-G'）で放送されているラジオ番組。